# تايلاند في الألعاب الأولمبية الصيفية 2016
نافست تايلاند في دورة الألعاب الأولمبية الصيفية 2016 في ريو دي جانيرو، البرازيل، من 05-21 أغسطس 2016.
منذ بدايتها الرسمية في البلاد في عام 1952، ظهر الرياضيين التايلاندييين في كل دورة من دورات الألعاب الاولمبية الصيفية باستثناء دورة الألعاب الاولمبية الصيفية عام 1980 في موسكو،الحرب السوفيتيه في أفغانستان.